# Herb gminy Obrazów
Herb gminy Obrazów – symbol gminy Obrazów.

## Wygląd i symbolika
Herb przedstawia na tarczy w polu białym drzewo jabłoni. Jest to nawiązanie do licznych sadów na terenie gminy i dużego udziału gminy w produkcji jabłek w Polsce.